# Manduca postscripta
Manduca postscripta är en fjärilsart som beskrevs av Clark 1926. Manduca postscripta ingår i släktet Manduca och familjen svärmare. Inga underarter finns listade i Catalogue of Life.